# Ismétlődő megterhelés okozta sérülés
Az ismétlődő megterhelés okozta sérülés (RSI - repetitive strain injury) a mozgásrendszer vagy az idegrendszer egy részének sérülése, amelyet ismétlődő használat vagy hosszú ideig tartó, rögzített helyzetben töltött idő okoz.

## Tünetek
Néhány példa az RSI-ben szenvedő betegek által tapasztalt tünetekre: fájdalmas, lüktető fájdalom, bizsergés és végtaggyengeség, amelyek kezdetben időszakosan, majd egyre gyakrabban jelentkeznek. Az olyan gyakran ismétlődő apró mozdulatok, mint a gépelés, zongorázás vagy SMS-ek írása rendkívül fárasztják az izmokat, az inakat, ínszalagokat és az idegeket is. Ezek okozzák az összefoglalóan RSI néven ismert szindrómát. Ha valaki fájdalmat vagy zsibbadást érez a kezében, különösen a csuklónál vagy az ujjakban, és gyakran végez ismétlődő tevékenységet, akkor majdnem biztos, hogy RSI-ről van szó.
Az RSI azon tünetegyüttest jelzi, ami a felső végtagon, gerincben, valamint ritkábban az alsó végtagban jelentkezik ismétlődő terhelés hatására. Ezen tünetek közös jellemzője a lágyrészek, izmok, ízületek gyulladásos állapota, melyet az állandó, monoton terhelés vált ki.
Egy kutatás során vizsgálták, hogy van-e összefüggés a kialakult tünetek és aközött, ha valaki napi 8 órában számítógép mellett dolgozik. Napi munkája során a számítógépet rendszeresen használó 100 dolgozó között véletlenszerűen, 45 kérdést tartalmazó kérdőívet osztottak szét. A kérdőív 3 főcsoportba sorolt kérdéseket tartalmazott. Az első csoport általános kérdéseket, a második csoport a munkakörülményekre vonatkozó kérdéseket, a harmadik csoport pedig az esetleges tünetekre vonatkozó kérdéseket tartalmazta.
Az RSI kialakulásához vezető okok 3 csoportba sorolhatók:
- Ismétlődő mozgások által okozott sérülések
- Hirtelen mozdulatok által okozott sérülések
- Statikus terhelés által okozott sérülések

A betegség kialakulásában azonban több kiváltó ok együttes hatása játszik döntő szerepet. Terhelés, elsősorban a helytelen terhelés során az inak a legsérülékenyebbek. A leggyakoribb sérülési helyek ott jelentkeznek, ahol kis területen sok ízület van, pl. kéz. Túlterhelés során jelentkező leggyakoribb tünetek a kézen: bizsergés, zsibbadás, feszülés, merevség, fájdalom vagy égő érzés, kezdetben éjszakai, később munka közben is jelentkező fájdalom.
Az értékelt adatok alapján egyértelműen igazolható, hogy a dolgozó kora, a munkában eltöltött évek száma egyenesen arányos a tünetekkel. A 40 év alatti korcsoportban ötször több a tünetmentes dolgozó, mint a 40 év feletti korcsoportban.

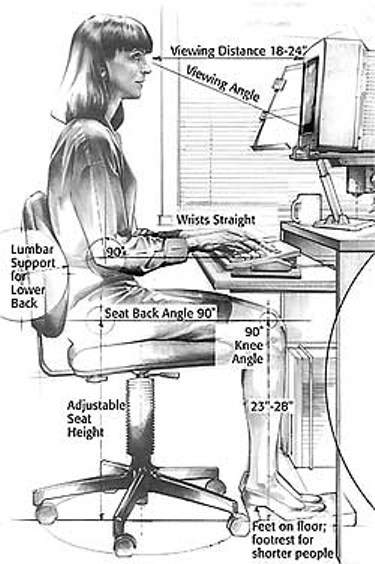
Ergonómia: célja a szűkebb és tágabb munkakörnyezet, a gépek, munkaeszközök emberhez igazítása, az emberi adottságoknak lehető legjobban megfelelő munkaeszközök és munkakörnyezet kialakítása

## Fordítás
- Ez a szócikk részben vagy egészben  a   Repetitive strain injury című angol Wikipédia-szócikk fordításán alapul.  Az eredeti cikk szerkesztőit annak laptörténete sorolja fel. Ez a jelzés csupán a megfogalmazás eredetét és a szerzői jogokat jelzi, nem szolgál a cikkben szereplő információk forrásmegjelöléseként.